# 8980 Heliaca
8980 Heliaca (4190 T-3) là một tiểu hành tinh vành đai chính được phát hiện ngày 16 tháng 10 năm 1977 bởi Cornelis Johannes van Houten, Ingrid van Houten-Groeneveld và Tom Gehrels ở Đài thiên văn Palomar.